# 郑坡
郑坡（1902年—？），别号蓉湖，民国大陆时期军事将领，黄埔军校一期毕业，陆军少将。

## 履历
大清光绪二十八年暨1902年，生于浙江省宁波府奉化县的行医世家。历求学于奉化县立高级小学、宁波甲种工业学校、浙江体育专门学校（本科学位毕业）。曾充任绍兴县国民议会书记、绍兴县县立第二高级小学教师。又曾赴上海，任民国商业中学体育教师。 

### 国民革命军时期
1924年春，赴广州报考黄埔军校。1924年6月，考入黄埔军校第一期，入第三队学习。期间加入孙文主义学会学习三民主义。1924年11月，于黄埔一期毕业，分配入黄埔军校广州本部，任办公厅助理。
国民革命军东征时期，任东征军总指挥部副官，曾随部参与第一、二次东征军事作战。1926年3月，任中央军事政治学校（今台湾政大）第四期广州本部经理科经理大队官佐。
1926年7月，加入国民革命军北伐，历国民革命军第一军第一师步兵排长、连长、副官主任。1927年，任国民革命军总司令部参谋、总务科科长。1929年3月26日，任国民政府警卫团团附（中校）。1930年3月3日，任国民政府警卫旅司令部参谋长，兼任警卫第二团团长。1930年5月26日，任国民政府警卫旅第一团团长。1931年，任國民政府軍事委員會委员长侍从室参谋、國民政府軍事委員會办公厅参谋（上校）。

### 抗日战争时期
抗日战争时，任江苏省盐务局监察，兼任盐运总队总队长。1938年10月，任國民政府軍事委員會后勤司令部参谋（仍为上校），协助办理美军援助中国抗日军事物资事宜。1940年12月，任陆军步兵上校、中华民国内政部警保总队总队长、浙江省第二区保安司令部副司令。1943年10月，任滇康缅边境特别游击区总指挥部总指挥，指挥中国西南边境抗日游击战，协助中国远征军入缅甸作战。
1945年抗日战争胜利后，于1946年1月入中央训练团接受培训。1946年12月，任中华民国国防部附员。1947年3月15日，授陆军少将，另说授陆军中将。1947年6月13日，正式退役。

### 台湾时期
1949年赴台北。隐姓埋名，后事不详。卒年待考。